# Аарон Френкель
Аарон Г. Френкель (івр. אהרון פרנקל; англ. Aaron Frenkel; нар. 9 вересня 1957 Бней-Брак, Ізраїль) — міжнародний бізнесмен та інвестор. Власник групи компаній Loyd's Group of Companies, що інвестує в авіаційну і аерокосмічну промисловість, нерухомість та енергетику.

## Біографія
Аарон Френкель народився 9 вересня 1957 року в передмісті Тель-Авіва, у Бней-Брак, у сім'ї Фрум та Хаїма-Йосефа Френкель. Під час Другої світової війни його батько переховувався в лісах Югославії, де приєднався до партизанів і боровся проти нацистів. Його мати, якій є 93 (на січень, 2016), пережила Голокост у концтаборі Аушвіц.
«Під час Голокосту загинули її батьки і сім з 11 її братів і сестер. Після звільнення вона повернулася до свого рідного міста Мукачево, де зіткнулася з ворожим ставленням сусідів і вирішила вирушити в бік Ізраїлю. Вона дісталася до єврейського іммігрантського табору (PoaleiAgudatYisraelkibbutz) поблизу Барі в Італії. Там вона зустріла свого майбутнього чоловіка, мого батька. Вони одружилися і там у них народилося двоє дітей». — Аарон Френкель в інтерв'ю газеті The Jerusalem Post, січень 2016.
Потім його батьки переїхали в Ізраїль. Батько працював цивільним інженером в збройних силах і купив будинок у Бней-Брак, де і народився Аарон у 1957 році.
У ранньому віці Аарон навчався в єшиви, у тому числі у відомій духовній семінарії Поневеже. У сім'ї він наймолодший із трьох братів.
Одружений з Моєю Рут Френкель, з якою виховує п'ятьох дітей.

## Підприємницька діяльність
На початку 1980-х років Аарон Френкель заснував кондитерську в Бней-Брак. 1983 року вперше побував у Польщі з метою розширення свого бізнесу. Наприкінці 1980-х років Аарон Френкель вирішив зайнятися авіаційним бізнесом і відкрив офіс у Варшаві.
Аарон Френкель
Саме під час його перебування там, у 1988 році, Аарон отримав пропозицію від Цві Барака (на той час генеральний директор Фінансового департаменту Єврейського агентства) з проханням допомогти з перельотами євреїв через «Залізну завісу».
У кінці 1980-х років Аарон Френкель заснував міжнародний інвестиційний концерн Lloyd's Group of Companies, яка займається інвестиціями в областях нерухомості, цивільної авіації та аерокосмічної промисловості, енергетики і хай тек технологій, що має філії в Польщі, США, Ізраїлі та Узбекистані. Група була сформована в рамках проєкту по розвитку економіки країн Центральної та Східної Європи. Розвиток було зосереджено в той час на обмін технологій, обладнання, ноу-хау і капітал від міжнародних компаній в західних країнах, зацікавлених у сприянні їх розвитку та економічного процвітання вищезазначених країн.
Як представник основних галузей цивільної авіації в Центральній і Східній Європи (Boeing, Airbus, Gulfstream, Agusta), Френкель створив the Loyd's Group, з метою доставки західних авіаційних продуктів, передових технологій та обладнання для цих східних країн. Компанія за оцінками експертів брала участь в інвестиціях у сумі більше 35 мільярдів доларів за останні 25 років. Група бере участь у всіх етапах розвитку нерухомості, починаючи від проєктування і планування до реалізації і управління.

### Гольф-парк у Дубровнику (Хорватія)
Починаючи ще з 2007 року, Френкель разом із своєю дружиною намагалися побудувати гольф-проєкт, на незайманих територіях, що на горі Срдж у Хорватському місті Дубровник. Але тогочасний стан глобальної економіки та складності в інфраструктурі Хорватії після Югославії завадили реалізації проєкту.
У серпні 2010, на сторінці хорватського видання Jutarnji list (вимов. як Ютарні ліст), з'явилося повідомлення про те, що Аарон разом із дружиною, Маєю, мають намір інвестувати 6,5 млдр. хорватських кун (що приблизно дорівнює 870 тис. євро) в елітний комплекс із гольф-парком. На території комплексу передбачаються розкішні вілли, бутики, готелі, поля для гольфу, амфітеатр на 2000 осіб, кінно-спортивний клуб, велосипедні доріжки. Площа даного проєкту повинна становити приблизно 310 га землі на пагорбі над Дубровником, і будівництво, яке буде проходити в кілька етапів, має бути завершене протягом шести років.
Згодом до проєкту приєднався австралійський гольфіст і підприємець Грег Норман.[джерело?]
У квітні, 2016, після тривалих переговорів, дозволів і уточнень, стало відомо, що будівництво проєкту має розпочатися не пізніше жовтня, 2016 року.

## Співпраця з компаніями країн СНД
Loyd's Group є стратегічним партнером багатьох центрально і східно європейських компаній в різних проєктах. Особливо в авіаційній сфері.

## Нагороди та досягнення
- Почесна нагорода Французького легіону, вручена президентом Франції Ніколя Саркозі[9].
- Почесний Голова Президентської Конференції при Президенті Ізраїля Шимона Переса.
- Орден Грімальді, вручена Князем Монако Альбертом II[10].
- Почесний Консул Республіки Хорватії в Єрусалимі[11].
- Віце-президент Всесвітнього єврейського конгресу[12].
- Лауреат премії «Якір Керен га-Єсод»[13].
- Голова Євро-Азійського єврейського конгресу[14].
- Представник Ради Керуючих Музею єврейського народу «Бейт Хатфутцот» (Тель-Авів)[15].
- Асоційований представник музею мистецтв Тель-Авіву[16][17].
- Член Ради керуючих Тель-Авівського університету.

## Громадська та благодійна діяльність
- Один зі спонсорів установки пам'ятника Альберту Ейнштейну в Єрусалимі[18][19].
- Багато років Френкель підтримував Yad Sarah — найбільша національна волонтерська організація в Ізраїлі[20]. У вересні 2017 року Френкель профінансував і подарував Центр Екстреної Медичної Допомоги ім. Френкеля (FEMC), який розташований в Центрі Яд Сара в Єрусалімі[21]. У FEMC є відділення медичної візуалізації, процедурні кабінети, лабораторія та інші приміщення[22].
- Президент організації Лімуд СНД[23][24].
- Президент «Ор Лемішпагот» (Світло для Сімей)[25].